# Watch Me Do
«Watch Me Do» es una canción grabada por la cantante y compositora estadounidense Meghan Trainor de su segundo álbum de estudio Thank You (2016) Gracias. Fue lanzado el 25 de marzo de 2016, en iTunes y otras plataformas de descarga digital como un sencillo promocional. Producido por Ricky Reed, coescribió la canción con Trainor, Jacob Kasher Hindlin y Gamal Lewis.

## Composición y letras
"Watch Me Do" fue escrito por Meghan Trainor junto con Jacob Kasher Hindlin, Gamal Lewis y Ricky Reed, quien también produjo la canción. Es una pista optimista, latón pesado donde Trainor hace referencia a un número de canciones de rap, que contiene "90 cadera vibras retroceso salto" de acuerdo a MTV News.
Colin Stutz de la cartelera observó la presencia de "arrogancia" y "groove", y la escritura "se abre la pista de canto sobre un ritmo de batería cobarde antes de pasar a regodearse". Dana Rose Falcone de Entertainment Weekly lo describió como una "mujer -empowerment "pista, añadiendo que" pimientos su nueva canción con un poco de hip-hop y no jugar la carta de la modestia ". Lindner Emilee del fusible apodado la canción como un" regalo retro ", añadiendo que" el optimista, pista de latón pesado sin duda habrá que rebota el culo " de Música tiempos Carolyn Menyes describe la pista como una desviación notable del trabajo previo de Trainor, escribiendo" se diferencia en gran medida de las influencias doo-wop del primer álbum de Trainor y pocos golpe sencillos "y lo comparó con las obras de Christina Aguilera y niño del destino.
Sam Warner de Digital Spy describió como un "cacharro de 2000", y "un típico potenciar Trainor-esque himno". Él lo comparó con los primeros trabajos de Britney Spears de Idolator Carl Williott escribió que Trainor estaba en "modo de hacer alarde completo", añadiendo que "se pavonea sobre un ritmo de sintetizador-cuerno-trampa sincopado"

## Recepción de la crítica
La mayoría de los críticos alabaron la canción, con una gran cantidad alabar la actitud de Trainor y las letras de las canciones es "inteligente". Allison Weintraub de Oklahoma El diario criticó la canción, y lo describió como "terrible pseudo-rap", con "palabras extrañamente en plural".

## Créditos y personal
- Meghan Trainor - composición de canciones, coros, voz principal
- Ricky Reed - composición, producción, bajo, guitarra, teclados, programación
- Tom Peyton - tambores
- Jacob Kasher - composición de canciones

- Gamal Lewis - composición de canciones

Los créditos son referenciados a partir de notas del álbum.
- Datos: Q23647181